# Ford Taunus P6

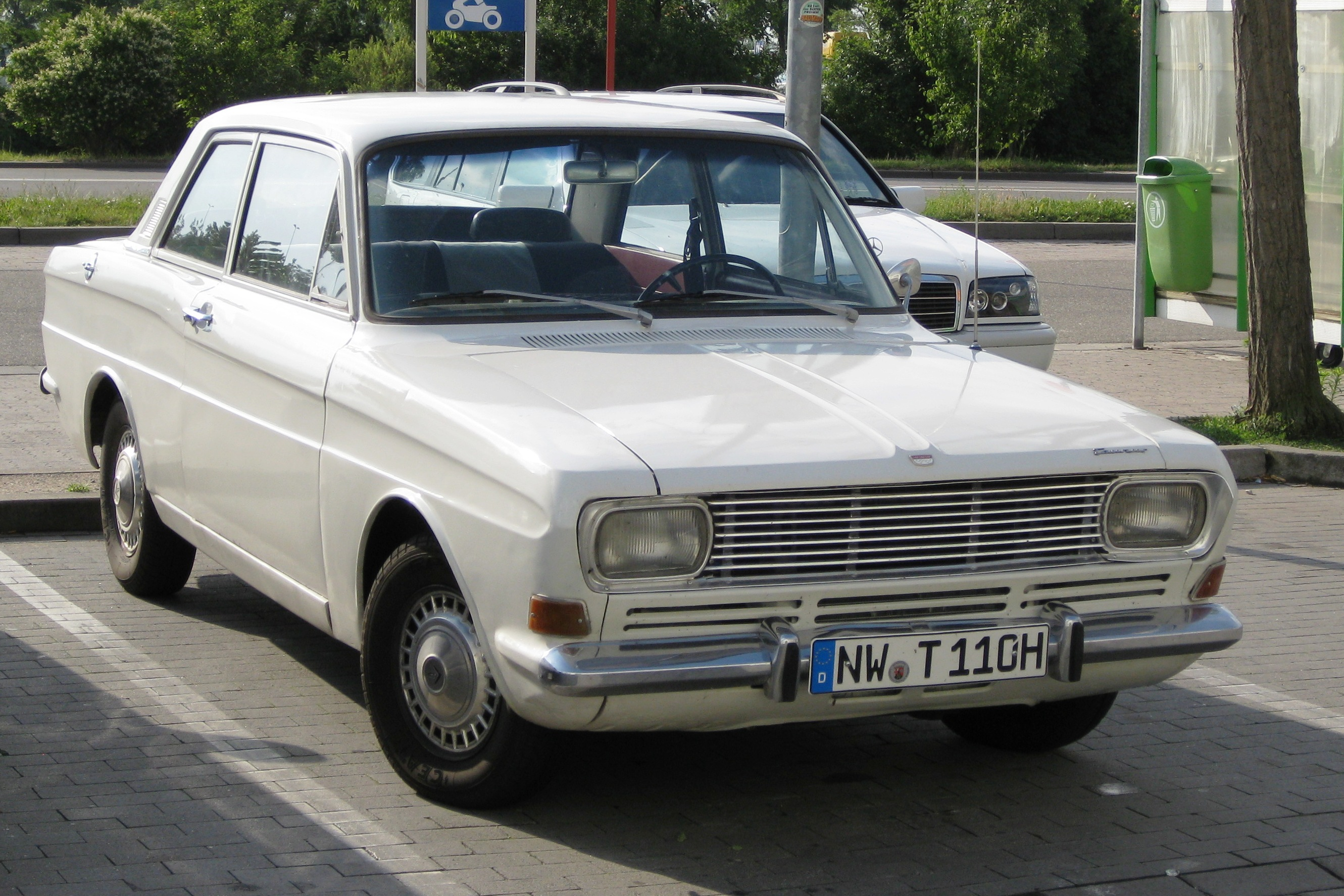
Véhicule Ford Taunus

La Ford Taunus 12 M est une gamme de grandes berlines familiales produites par Ford Allemagne entre 1966 et 1970. Il y avait deux tailles de moteur différentes dans la 12M. Deux moteurs plus gros étaient disponibles dans la Ford Taunus 15 M par ailleurs très similaire. De l'extérieur, la 15M se différencie par sa calandre et ses phares rectangulaires, la 12M avait des feux avant ronds. Une caractéristique compliquée était la disponibilité, moyennant des frais supplémentaires, de l'un des plus gros moteurs de la 15M dans la 12M.

## Histoire
Elle a été montrée pour la première fois en septembre 1966. En août 1967, le premier et le plus important lifting du modèle a été marqué par la suppression du nom «Taunus», et après cela, les voitures étaient simplement connues sous les noms de Ford 12 M et de Ford 15 M.
Le nom Taunus 12M a également été appliqué aux modèles Ford suivants, raison pour laquelle la voiture est généralement identifiée, rétrospectivement, en tant que Ford Taunus P6. C'était la sixième Ford allemande nouvellement conçue à être lancée après la guerre et pour cette raison, elle était depuis sa création connue au sein de la société sous le nom de Ford Project 6 (P6) ou de Ford Taunus P6.
Entre septembre 1966 et août 1970, date à laquelle elle a été remplacée, 668 187 Ford (Taunus) P6 ont été produites. C'était étrangement proche des 672 695 unités du modèle précédent produites entre 1962 et 1966. La Taunus P6 utilisait des noms différents pour différentes taille de moteur, et il est enregistré qu'environ 385 000 de celles produites étaient des 12M (avec le plus petit moteur pour la plupart), tandis que les 15M à plus gros moteur représentaient environ 285 000 unités.

## Conception évolutive
La Ford Taunus P6 a hérité de l'empattement du modèle précédent mais la nouvelle carrosserie était néanmoins plus longue et plus large, bien que plus basse. Cela reflétait les tendances de conception évidentes dans toute l'Europe occidentale à l'époque. La voiture a également hérité du moteur V4 et de la configuration à traction avant qui, en 1960, avait fait de sa prédécesseur une innovatrice. Cependant, la P6 venait avec un choix de quatre tailles de moteur différentes alors que les acheteurs de P4 étaient obligés de choisir entre seulement deux tailles de moteur.
Les 12M et 15M partageaient la même carrosserie, mais les traitements de la calandre et des phares avant différaient, tout comme les groupes de feux arrière. Les faisceaux de feux arrière de la 12M, rappelant ceux du modèle précédent, prenaient la forme d'un losange allongé. Les groupes de feux arrière de la 15M étaient rectangulaires.

### Moteurs
Comme sur la Taunus 12M précédente, le moteur était monté à l'avant et entraînait les roues avant. En France et en Grande-Bretagne, cette disposition commençait à être plus largement acceptée grâce à des voitures telles que la Peugeot 204 et la Morris 1100, mais en Allemagne, mis à part les modèles pionniers des marques Auto Union à volume relativement faible qui avaient introduit la traction avant dans les années 1930 et l'appliquaient depuis, la Ford Taunus 12M/15M était toujours considérée comme particulière dans l'utilisation de cette configuration.
Entre 1967 et 1968, la Ford Taunus 12M d'entrée de gamme était proposée avec le moteur V4 de 1 183 cm3 qui avaient propulsé sa précédente et pour lequel une puissance maximale de 45 ch à 5 000 tr/min était revendiquée.
La plupart des 12M étaient vendues avec une version de 1 305 cm3 du même moteur V4 nouvellement introduit, mais alésées de 4 mm supplémentaires. Cette unité a été offerte au lancement et pendant toute la durée de vie du modèle. Deux versions différentes promettaient différents niveaux de puissance, à 50 ou 53 ch. Le plus puissant de ces deux moteurs n'était proposé qu'entre 1967 et 1968. Les deux moteurs étaient désignés moteurs «LC» et «HC», ce qui était l'abréviation de «Low Compression» et «High Compression». Les compagnies pétrolières introduisaient alors aux automobilistes allemands des carburants de qualité «super» à indice d'octane plus élevé et à des prix proportionnellement plus élevés, ce qui encourageait les constructeurs automobiles à proposer des versions de voitures plus performantes utilisant des taux de compression plus élevés que d'habitude.
Le moteur suivant, disponible en option dans la 12M, et étant le moteur standard dans la 15M, était de 1 498 cm3. Il partageait la même longueur de course de 58,86 mm (2,3 pouces) des deux moteurs plus petits installés dans la 12M, mais pour cette application, l'alésage a été augmenté à 90 mm.
En 1967, un an après l'introduction du modèle, un moteur de 1 699 cm3 est devenu disponible pour les Ford 15M plus rapides. Ce plus gros moteur V4 est apparu pour la première fois en 1964 dans la plus grande Ford Taunus 17M. Contrairement aux unités moins puissantes utilisées dans la plupart des 12M et 15M, ces unités de 1 699 cm3 n'étaient disponibles qu'avec le rapport de compression relativement élevé de 9:1, et toutes devaient être alimentées avec de l'essence à indice d'octane élevé de qualité «super».

### Carrosserie
La carrosserie était une structure monocoque entièrement en acier, suivant ce qui était maintenant devenu un modèle universel parmi les plus grands constructeurs automobiles européens. Les choix étaient globalement les mêmes que pour le modèle précédent : la plupart des acheteurs ont choisi entre la berline deux et quatre portes. Un break trois portes («Turnier») a également été produit, tout comme un coupé deux portes, similaire à la berline deux portes jusqu'au niveau du milieu, mais avec une ligne de toit raccourcie et une pente accrue pour la fenêtre arrière, limitant sévèrement la hauteur libre disponible pour ceux qui sont assis à l'arrière de la voiture. Mais il y avait un absent: la P6 était le premier modèle de Ford Taunus d'après-guerre pour lequel la société ne proposait pas de version cabriolet construite par un carrossier.
Une caractéristique de la carrosserie qui a été fortement proclamée dans la publicité de Ford était son habitabilité intérieure, reflétée dans ses dimensions extérieures généreuses. La voiture était commercialisée, avec ses versions moins puissantes, à un prix assez similaire à celui de la Volkswagen et de l'Opel Kadett. Opel avait remarqué que les Ford devenaient plus grandes et la nouvelle Kadett B, apparue en 1965, était de 100 à 200 mm (3,9 à 7,9 pouces) plus longue (selon le type de carrosserie) que la Kadett A. Cependant, la Ford (Taunus) P6 qui est apparue en 1966 était de 200 à 300 mm (7,9 à 11,8 pouces) plus longue que la nouvelle Kadett.

### Train roulant
Dans les aspects les plus importants, les fondements de la Taunus P6 ont suivi ceux du modèle précédent. Une boîte de vitesses manuelle à quatre vitesses tout synchronisé, qui dans le modèle précédent était une option, était maintenant une caractéristique standard, cependant. La boîte de vitesses était contrôlée par un levier monté sur colonne, ce qui était désormais courant en Allemagne. Cependant, à partir de février 1968, il est devenu possible, moyennant des frais supplémentaires, de spécifier un levier de changement de vitesse au sol entre les sièges avant individuels (pour ces modèles). Pour la Ford Taunus 15M RS haut de gamme introduite en mars 1968, le levier de changement de vitesse au sol était une caractéristique standard.
La combinaison de freins à disque à l'avant et de freins à tambour à l'arrière est également hérité du modèle précédent. Septembre 1967 a vu l'introduction de deux circuits de freinage en tant que caractéristique de sécurité supplémentaire, et en février 1968, la servo-assistance pour le système de freinage a été introduite en option sur la plupart des modèles et incluse dans le prix des versions les plus chères de la voiture.
La géométrie de la suspension avant a été développée à partir de celle de la Ford P4 et a de nouveau incorporé des jambes de force MacPherson qui, combinées à la largeur de pointe de la voie de 1 321 mm de la voiture, ont encouragé le constructeur à promouvoir la maniabilité et les qualités de virage de la voiture. Les amortisseurs télescopiques ont également amélioré la suspension des roues à l'arrière de la voiture où l'essieu à poutre en acier et les ressorts à lames semi-elliptiques auraient été familiers aux conducteurs des modèles de Taunus antérieurs.

### Lifting et mises à niveau
La Ford (Taunus) P6 semble avoir subi une série de mises à niveau beaucoup plus vaste au cours de ses quatre années de production que les modèles de Ford Taunus précédents. Cela pourrait bien refléter la compétitivité croissante du marché automobile allemand qui s'est considérablement développé, mais non sans renversements, au cours des années 1960.
Le premier et le plus complet des liftings a eu lieu après seulement un an. La publicité de l'époque met en évidence une longue liste d'améliorations couvrant des domaines tels que l'instrumentation et le rembourrage, bien que beaucoup d'entre elles, avec le bénéfice de cinq décennies de recul, semblent très insignifiantes. Après l'arrêt annuel des vacances d'été, les voitures qui sont sorties de la chaîne de production à partir de septembre 1967 sont néanmoins apparues avec des calandres et des tableaux de bord redessinés. De nombreuses voitures grand public avaient maintenant accumulé de longues listes d'extras optionnels, et sur la Taunus P6, il y avait un recours parmi les équipements supplémentaires qui étaient payants et qui étaient inclus dans le prix des différentes versions de la voiture. Le nom «Taunus» a été supprimé: à partir de maintenant, la Ford Taunus 12M était vendue sous le nom de Ford 12M, et le nom de la 15M a été diminué de la même manière.
À ce stade, le système électrique de 6 volts a été mis à niveau vers un système de 12 volts (disponible en option depuis 1966), reflétant les exigences de plus en plus grandes imposées aux systèmes électriques en raison de la complexité croissante des composants, ce qui avait déjà persuadé la plupart des concurrents de Ford de franchir cette étape plusieurs années plus tôt. Bien que cela ait probablement figuré dans la pensée de Ford, sauf pour les voitures exportées aux États-Unis, Volkswagen a continué à proposer certains modèles avec seulement des systèmes électriques de 6 volts jusqu'en 1972.
Les voitures améliorées pour septembre 1967 comportaient également des réservoirs de carburant plus grands, agrandis de 38 litres à 45 litres, ce qui entraînera vraisemblablement une capacité de bagage légèrement réduite, puisque le réservoir de carburant était positionné sur le côté droit du coffre, sous l'aile arrière droite. L'augmentation de la taille des réservoirs de carburant appliquée aux berlines et aux coupés n'a pas été étendue aux versions break «Turnier» des voitures,
Le système de refroidissement du moteur a également été modifié pour la mise à niveau de septembre 1967 et n'incorpore plus de vase d'expansion. L'automne 1967 a également vu le dévoilement de la Ford 15M Rallye Sport généralement appelée 15M RS. Ce modèle, en particulier sous sa forme coupé, a rapidement acquis quelque chose qui s'approche du statut de culte parmi un corps déterminé de passionnés. Cependant, la 15M RS a elle-même été mise à niveau au printemps 1968, date à laquelle un changement de vitesse monté au sol est devenu un équipement standard sur ce modèle.
Les rénovations ultérieures semblent avoir été limitées à la réorganisation du nombre de cadrans sur le tableau de bord et à la reconfiguration de la liste des options.

### Commercialisation
Dans un marché statique, la réussite de la P6 à égaler les volumes annuels de sa prédécesseur aurait été considérée comme un succès, mais le marché automobile allemand était en croissance à cette époque. Après 1962, les constructeurs allemands de petites voitures particulières ont dû affronter non seulement la Volkswagen, mais aussi l'Opel Kadett. Entre 1966 et 1970, Ford a produit 668 187 unités de leur modèle P6, ce qui équivaut à un taux d'environ 167 000 voitures par an. Entre 1965 et 1973, Opel a produit 2 691 300 Opel Kadett B, ce qui équivaut à un taux d'environ 336 500 voitures par an. Selon les statistiques officielles publiées mensuellement par Auto, Motor und Sport, les deux voitures étaient confortablement surpassées sur le marché intérieur par la Volkswagen Coccinelle et, à ce stade, la Coccinelle semblait toujours imparable sur les principaux marchés d'exportation.

### Remplacement
La Ford (Taunus) P6 n'a pas suivie le rythme de la croissance du marché automobile allemand qui semble avoir contribué à une refonte majeure. En 1970, Ford a cessé de fabriquer des voitures à traction avant et s'en tenait à la configuration de traction arrière éprouvée, moins chère (qu'on disait à l'époque) et plus simple jusqu'à l'arrivée en 1976 de la Ford Fiesta.
La 12M/15M a effectivement été remplacée par deux modèles, l'un plus petit et l'autre un peu plus grand. La voiture étant maintenant devenue tellement plus grande que les principales concurrentes du marché intérieur, aucune tentative n'a été faite, lors de son remplacement, de persister avec une Taunus dans la catégorie des petites voitures. Au lieu de cela, Ford a adapté la Ford Escort de conception britannique pour une production, à partir de 1970, dans une usine spécialement construite à Saarlouis. L'Escort de cette époque réussit instantanément en Grande-Bretagne en tant que digne successeur de la petite Ford Anglia. En Allemagne, elle était nettement plus petite que n'importe quelle Ford proposée ces dernières années, et elle faisait face à la domination du marché par Opel et Volkswagen. L'Escort de 1968 offrait un espace d'habitacle restreint pour défier les expériences d'un propriétaire de Volkswagen, mais sans les vertus compensatrices de Volkswagen, et l'Escort devrait attendre le lancement de sa prochaine génération avant de commencer à gagner un niveau d'acceptation raisonnable pour le marché allemand.
À l'extrémité supérieure de la gamme, la remplaçante de la P6 s'en est mieux tiré, car le nom Taunus est revenu et la Ford (Taunus) P6 a été remplacée par la Ford Taunus TC à traction arrière. Cela partageait l'empreinte de base et l'architecture simplifiée (mais pas la plupart de ses moteurs à ce stade) avec la Ford Cortina Mark III britannique. La Taunus TC se vendait bien contre l'Ascona d'Opel, et a également été aidé sur les marchés d'exportation européens partagés par les problèmes d'approvisionnement de Cortina résultant de longues grèves à Dagenham. La Taunus TC était produite à un rythme annualisé bien supérieur à celui atteint par la Taunus P6.